# شیگکی نیشیگوچی
شیگکی نیشیگوچی (انگلیسی: Shigeki Nishiguchi؛ زادهٔ ۲ ژوئیهٔ ۱۹۶۵) کشتی‌گیر اهل ژاپن بود.